# Башканский, Яков Захарович
Яков Захарович Башканский (26 августа 1913, Кишинёв — 20 января 1977, там же) — молдавский советский юрист, правовед.

## Биография
Родился в семье Сухера Дувидовича Башканского (1880—1936, родом из Криулян) и его жены Рейзл. Учился в кишинёвской румынской гимназии имени Михая Эминеску, окончил факультет права Ясского университета (1939). До 1940 года работал юристом и юрисконсультом на производственных предприятиях. В годы Великой Отечественной войны — начальник юридического отдела на военном заводе в Караганде. В 1949 году вернулся в Кишинёв, работал юристом в Министерстве пищевой промышленности. В 1956 году окончил отделение английского языка факультета иностранных языков Бельцкого педагогического института.
Работал в Институте права АН МССР, в 1970 году защитил диссертацию кандидата юридических наук по теме «Правовое регулирование поставки продукции винодельческой промышленности» под руководством Х. И. Шварца. Многочисленные труды посвящены правовым вопросам аграрно-промышленных предприятий и винодельческой промышленности, один из видных советских исследователей вопросов правового регулирования и организации виноделия.

## Монографии
- Правовое регулирование поставки продукции винодельческой промышленности. Кишинёв: Картя молдовеняскэ, 1966. — 140 с.
- Поставка продукции винодельческой промышленности. Кишинёв: Картя молдовеняскэ, 1969. — 183 с.
- Правовое положение аграрно-промышленных предприятий и объединений. Кишинёв: Картя молдовеняскэ, 1974. — 140 с.
- Виноградарско-винодельческие аграрно-промышленные объединения Молдавии: правовые вопросы. Кишинёв: Картя молдовеняскэ, 1976. — 88 с.
- Правосубъектность агропромышленных предприятий и объединений. Кишинёв: Картя молдовеняскэ, 1978.